# Elecciones provinciales del Chubut de 1962
Las elecciones generales de la provincia del Chubut de 1962 tuvieron lugar el 18 de marzo, siendo las segundas desde la provincialización del territorio. El gobernador incumbente, Jorge Galina, no se presentó a la reelección al estar esta prohibida por la constitución provincial. Los comicios se realizaron en el marco de la desproscripción parcial del peronismo por parte del gobierno de Arturo Frondizi, que permitió que se presentaran candidaturas neoperonistas en las elecciones legislativas y de gobernadores, aunque sin legalizar el Partido Peronista.
En este contexto, y con el apoyo del gobernador Galina, que no respaldó a los candidatos de su partido, el peronista Raúl Riobóo, apoyado por el partido Unión Popular y el Partido Provincial del Chubut, obtuvo una muy estrecha victoria en una elección a tres bandos, obteniendo el 33,73% contra Roque González, de la Unión Cívica Radical del Pueblo (UCRP), que obtuvo el 28,48% y la UCRI gobernante, que obtuvo el 27,94%. El sistema de mayoría automática otorgó al peronismo la mayoría legislativa.
Aunque el gobierno de Galina fue el gobierno provincial que más tiempo logró sobrevivir tras el golpe de Estado del 29 de marzo de ese mismo año, las autoridades electas no llegaron a asumir de todos modos porque la provincia fue finalmente intervenida por José María Guido el 24 de abril, una semana antes de que asumiera Riobóo.

## Resultados

### Gobernador y Vicegobernador
| Fórmula            | Fórmula               | Partido         | Partido                               | Votos  | %     |
| Gobernador         | Vicegobernador        | Partido         | Partido                               | Votos  | %     |
| ------------------ | --------------------- | --------------- | ------------------------------------- | ------ | ----- |
| Raúl Riobóo        | Hebe Corchuelo Blasco |                 | Partido Provincial del Chubut         | 15.366 | 33,73 |
| Roque González     | Néstor Alcides Moré   |                 | Unión Cívica Radical del Pueblo       | 12.977 | 28,48 |
| Oscar Camilo Vives |                       |                 | Unión Cívica Radical Intransigente    | 12.728 | 27,94 |
|                    |                       |                 | Partido Populista                     | 3.255  | 7,14  |
|                    |                       |                 | Partido Demócrata Cristiano           | 715    | 1,57  |
|                    |                       |                 | Partido Demócrata Progresista         | 465    | 1,02  |
|                    |                       |                 | Partido Socialista Argentino          | 42     | 0,09  |
|                    |                       |                 | Unión Popular                         | 9      | 0,02  |
|                    |                       |                 | Partido Demócrata Conservador Popular | 1      | 0,00  |
|                    |                       |                 |                                       |        |       |
| Votos positivos    | Votos positivos       | Votos positivos | Votos positivos                       | 45.558 | 100   |
| Fuente:            |                       |                 |                                       |        |       |

### Legislatura
| Partido         | Partido                               | Votos  | %     | Diputados |
| --------------- | ------------------------------------- | ------ | ----- | --------- |
|                 | Partido Provincial del Chubut         | 14.898 | 33,23 | 16/27     |
|                 | Unión Cívica Radical del Pueblo       | 12.694 | 28,31 | 6/27      |
|                 | Unión Cívica Radical Intransigente    | 12.538 | 27,96 | 5/27      |
|                 | Partido Populista                     | 3.239  | 7,22  |           |
|                 | Partido Demócrata Cristiano           | 757    | 1,69  |           |
|                 | Partido Demócrata Progresista         | 562    | 1,25  |           |
|                 | Partido Socialista Argentino          | 141    | 0,31  |           |
|                 | Unión Popular                         | 8      | 0,02  |           |
|                 | Partido Demócrata Conservador Popular | 1      | 0,00  |           |
|                 |                                       |        |       |           |
| Votos positivos | Votos positivos                       | 44.838 | 100   |           |
| Fuente:         |                                       |        |       |           |